# Municipio de Jiquipilas
El municipio de Jiquipilas está ubicado en la región de los Valles, al oeste del estado de Chiapas, a 64 km de Tuxtla Gutiérrez, la capital del Estado. Sus actividades económicas principales son el comercio, la ganadería, la silvicultura, la apicultura, la agricultura: de maíz, sorgo, cacahuate, frijol y tomate. A este pueblo se le considera como la cuna de la marimba en Chiapas, instrumento musical chiapaneco por excelencia.
El municipio de Jiquipilas limita con otros municipios, entre los que se encuentran Ocozocoautla y Cintalapa al norte y al este continúa colindando con Ocozocoautla y con Villaflores, este último también colinda al sur así como el municipio de Arriaga y al este colinda con Cintalapa. Tiene una superficie territorial de 1,197.3 kilómetros cuadrados. Se encuentra a una altitud promedio de 520 metros sobre el nivel del mar (m s. n. m.). De acuerdo al mapa de la República Mexicana, el municipio de Jiquipilas se encuentra situado entre las coordenadas geográficas 16° 40' latitud norte y entre 93° 39' longitud oeste.

## Medio físico

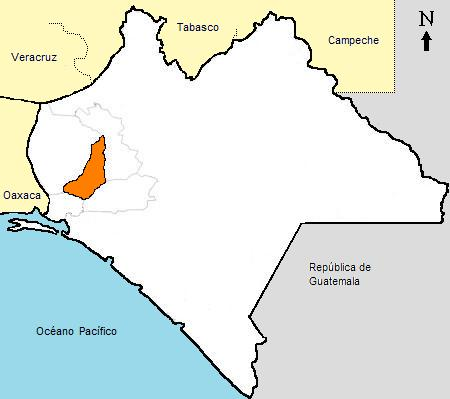
Mapa de Chiapas.

### Límites
El municipio de Jiquipilas colinda con los siguientes municipios:
- Al norte con Ocozocoautla de Espinosa y Cintalapa.
- Al este con Ocozocuautla de Espinosa y Villaflores.
- Al sur con Villaflores y Arriaga.
- Al oeste con Cintalapa.

### Localidades
En el censo de 2020 el municipio de Jiquipilas contaba con 351 localidades.
| Código INEGI      | Localidad              | Población (2020) |
| ----------------- | ---------------------- | ---------------- |
| 070460001         | Jiquipilas             | 11 596           |
| 070460103         | Tierra y Libertad      | 2 573            |
| 070460045         | José María Pino Suárez | 2 244            |
| 070460104         | Tiltepec               | 2 243            |
| 070460112         | Vicente Guerrero       | 1 519            |
| 070460078         | Quintana Roo           | 1 465            |
| 070460023         | Cuauhtémoc             | 1 365            |
| 070460047         | Julián Grajales        | 1 263            |
| 070460008         | Baja California        | 1 091            |
| Otras localidades | Otras localidades      | 15 704           |
| Total municipal   | Total municipal        | 41 063           |

### Clima
Predomina el tipo cálido-subhúmedo con lluvias en verano. Los meses más calurosos son marzo, abril y mayo. La cabecera registra una temperatura media anual de 25.4 °C y una precipitación pluvial de 1.018 milímetros; los vientos por lo general se dirigen de norte a sur, las temperaturas son bastante cálidas la mayor parte del año.

### Fisiografía
Jiquipilas comparte junto a Cintalapa la orografía de un extenso valle, solamente divididos por una pequeña serranía central al mismo, que puede servir como límite geográfico de los dos municipios, por su parte el Valle de Cintalapa más extenso que el Valle de Jiquipilas, donde principalmente se desarrollaron históricas fincas del Estado de Chiapas. En el valle de Jiquipilas se asientan la mayor parte de las comunidades ejidales que conforman el municipio, todas estas bordeadas por la pequeña serranía que divide los municipios de Jiquipilas y Cintalapa al noreste y sureste la Sierra Madre de Chiapas. El valle comienza  en frontera con las montañas del municipio de Ocozocoautla hasta el ejido Tiltepec que es acceso a la Sierra Madre de Chiapas a la Llanura Costera del Pacífico.

### Orografía
El territorio del municipio está compuesto por tres tipos de relieve, el 40% de su superficie está compuesta por  terrenos planos, el 30% son zonas semiplanas y el restante 30% es terreno accidentado

### Hidrografía
Los cursos de agua que irrigan el municipio son los ríos Jiquipilas (Río Soyatenco) Santa Lucía y Las Flores (La Venta) y los arroyos La Cintal, Las Palmas, Monte los Micos, San Isidro, Carolinas y Rancho Bonito, todos ellos de caudal permanente.

### Vegetación

#### Flora
En el aspecto de la flora podemos contemplar varias especies siendo las más importantes duraznillo, cacho novillo, barbasco, cedro, caoba, hormiguillo, pino, pinabeto, guanacaste, fresno, nanche, roble, matilishuate (Tabebuia rosea), ciprés, romerillo, sabino, manzanilla, camarón, cepillo, cupapé, guaje, huisache (Vachellia farnesiana), tepezcohuite, ishcanal, mezquite y sospó (Pseudobombax ellipticum).

### Fauna nativa
Las principales especies encontradas en el municipio tigrillo, mico de noche, zorra, tepezcuintle, oso hormiguero, mapache, jabalí, culebra ocotera, nauyaca de frío, cascabel, cantil, chachalaca, pájaro carpintero, danta (tapir), gavilán, golondrino, ardilla voladora, iguana, ocotero, mochuelo rayado, urraca copetona, colibrí, urraca, zorrillo, armadillo y venado.

## Demografía
El municipio de Jiquipilas tiene una población de 37,818 habitantes, 0.79% a nivel estatal; 18,758 (0.80%) son hombres y 19,060 (0.78%) mujeres. El 25.8% de sus habitantes son jóvenes menores de 25 años. En la década de 1990 al 2000, se registró una Tasa Media Anual de Crecimiento (TMAC) del 0.04%, el indicador en el ámbito regional y estatal fue de 2.88% y 2.06%, respectivamente. (INEGI 2000)

### Etnografía
La gran población que habita en el municipio son descendientes de mestizos, criollos y algunas familias descendientes de judíos conversos (criptojudíos), así como de esclavos africanos. Desde la época de la colonia también hallaron en estas tierras un buen lugar donde poder habitar. En años recientes en todo el municipio según los resultados que presentó el INEGI en el año 2005, Jiquipilas cuenta con 1,675 personas que hablan algún idioma indígena. En años recientes han emigrado a la zona personas de las etnias tseltal y algunos tsotsiles que, tras haber sido desplazados del norte de Chiapas, han dado origen a nuevos asentamientos humanos en la zona montañosa del norte del municipio.

## Historia
Los vestigios arqueológicos que se han encontrado en la región pertenecen a la cultura Olmeca; posteriormente, durante los siglos XI y XII de nuestra era, arribaron los toltecas y más tarde fue la cultura Zoque que se asentó en el territorio del actual municipio de Jiquipilas. Antes de la llegada de los conquistadores españoles, existían dos Xiquipilas: "La Grande" y "La Chica", a principios de la época colonial solo sobrevive “Jiquipilas la chica”. Según un documento conocido como la relación de Ocozocoautla, Xiquipilas era gobernada por sus propios señores, quienes no pagaban tributo a los aztecas y se encontraban en continua guerra con los Chiapa.[cita requerida] El 6 de marzo de 1940, se le concede a Xiquipilas la categoría de municipio de segunda. 
La primera marimba de la que se tiene noticias en Chiapas es de 1545 en la hacienda de Santa Lucía, en Jiquipilas; y podría considerarse como la cuna de la marimba en Chiapas. Aunque la marimba tiene su origen en África, llegó a esta región traída por los esclavos negros, en forma de un instrumento antecesor de la marimba, que se hacía llamar macagüil. Según un documento fechado el 9 de octubre de 1545, en la Hacienda de Santa Lucía, en Jiquipilas, Chiapas, Pedro Gentil de Bustamante relata una celebración de indígenas mixtecos:
 ...dicho instrumento está compuesto de ocho tablillas de madera roja, desiguales de tamaño, questán agujereadas unidas con cordón y producen eco alegre con tablas del palo de macaguil (macagüil) (...) las hileras de tablas amarradas a orquestas (sic) cortas embradas y estiradas bajo dicho instrumento un hoyo en el suelo y pegados con resina en las tablas cascabeles de serpientes que hacen vibrar musicales con golpes de dos pequeños palillos con cabeza de cera negra uno para cada mano... 
que esta música lo acompaña un tambor del cuero de animal (...) 

### Toponimia
El nombre de Jiquipilas tiene varias connotaciones que varían dependiendo de la etnia.
- Para los aztecas Xiquipilli significaba "medida de 8000 unidades".
- Para los mixes Jiquipil significaba "almacén de semillas o troje". Los mixes, tribu procedente del estado de Oaxaca, que tuvieron contacto con tribus chiapanecas construían graneros o trojes que llamaban Xiquipil, servían para almacenar mazorcas de maíz.
- En Nahoa Siquipilli significaba "Lugar de las alforjas".

Sin embargo se asegura que Jiquipilas proviene de los vocablos Xiqui e Ilpil que significa "Lugar de prisioneros vencidos".
Los primeros cronistas conquistadores a tierras jiquipiltecas se encontraron con dialectos y confundieron el sonido de las letras lo cual trajo las transformación de los nombres de muchos pueblos se sustituyeron todas las palabras, la letra x por la j así en la palabra Jiquipilas cambiaron la pronunciación ju por la ji el sonido de la chi la fonetización con el uso de qui ya que el nombre del municipio era Juchipilas.

### Personajes ilustres
- Javier Espinosa Mandujano – Político y escritor.
- José Figueroa Rodríguez – Periodista.
- Héctor Ventura Cruz, 1920 - 2010, pintor y grabador de la Escuela Mexicana de Pintura.
- Luis Ronaldo Rodríguez “Lazy Boy” Peleador de la UFC

### Hechos históricos relevantes
1940. El 6 de marzo, se le concede la categoría de municipio de segunda.
1950 - 1959. Se fundan los ejidos de Tiltepec y el de tierra y libertad.
1960 - 1969. Se pavimenta la carretera Panamericana.
1981. El huracán "Herminia" hace grandes destrozos a gran parte de la población.

## Infraestructura

### Carreteras
En el 2000 el municipio, contaba con una red carretera de 303 km integrados principalmente por la red rural de la SCT(33.40), la red de Comisión Estatal de Caminos (213.80) y por caminos rurales construidos por las Secretarías de Obras Públicas, Desarrollo Rural, Defensa Nacional y la Comisión Nacional del Agua (56). La red carretera del municipio representa el 9.20% de la región.

#### Transportes públicos
El medio de transporte público con más afluencia de usuarios, es el taxi; es empleado para trasladarse de Jiquipilas a Cintalapa. También se utiliza como medio de transporte el ecotaxi y los colectivos para transportarse dentro de la cabecera municipal; camionetas acondicionadas llamadas "pasajeras" sirven como medio de transporte entre las colonias aledañas y la cabecera municipal. Actualmente las líneas de autobuses que corren desde Jiquipilas hasta la ciudad de Tuxtla Gutiérrez procedente de Cintalapa son: transportes AVC y Rápidos del Sur. La autopista Ocozocoautla - Arriaga esta en funciones, y el 70% esta en el municipio de Jiquipilas y esta en proyecto la ampliación a 4 carriles de la carretera Cintalapa-Ocozocoautla.

### Servicios Públicos
El 97.24% de las viviendas disponen de energía eléctrica, 74.65% cuentan con agua de la red pública y el 91.79% tienen drenaje. (INEGI 2010)
Además de los microbuses que recorren todo Jiquipilas en la ruta preparatoria, esta 8 y centro, además de pasar por el fraccionamiento Juan Sabines.

### Educación
En el 2000, el municipio el índice de analfabetismo fue del 16.96%, indicador que en 1990 tuvo un 19.31%. De la población mayor de 15 años, 33.73% tiene primaria incompleta, 17.08% completo los estudios de primaria y 31.25% cursó algún grado de instrucción posterior a este nivel.

#### Fiestas y Tradiciones
Las fiestas más populares de Jiquipilas son: fiestas del Señor Esquipulas, fiesta Patronal de San Pedro, Virgen de la Concepción, exposición ganadera (en los meses de junio y diciembre). En el municipio también se celebra la Semana Santa, día de la Santa Cruz, día de los Muertos, los viejos de Pascua (extinta), Navidad y Año Nuevo.

#### Cocina tradicional
La comida típica del municipio son los tamales de juacané, chipilín y los pictes (tamales de elote). Entre los dulces tradicionales destacan los de papaya, camote, y las bebidas que se acostumbran son el atole agrio, la taberna, chicha, tepache y el pozol.

#### Antiguas leyendas
Entre las leyendas que circulan en el municipio están el Sombrerón, la llorona, la Tisigua (conocida en otras regiones del estado como Yegualcihuatl, Tishanila o Mala Mujer), la Cocha Desenfrenada y la Carreta de San Pascualito, El Cadejo, La Novia y el Novio, El Duende.[cita requerida]

### Religiones
Las religiones profesadas en el municipio se dividen de la siguiente manera:
- 72.22 % Católica
- 9.53 % Protestante
- 5.75 % Bíblica no evangélica
- 12.45 % diferente credo o no profesa credo.

De acuerdo a los últimos censos hechos, es notable el aumento de la diversidad religiosa mayoritariamente de sectas evangélicas de corte neopentecostal, aunque la religión predominante es el cristianismo católico, sin embargo podemos hallar entre sus habitantes lo que parece ser  una especie de sincretismo de antiguas creencias indígenas y el cristianismo, habiendo varias casas donde se practica ciertos rituales de chamanismo con imágenes católicas. 
Con el auge de las redes sociales y la globalización algunos descendientes de criptojudíos han comenzado a profesar cierta observancia de la fe judía, en algunos casos una mezcla de judaísmo y cristianismo llamada "mesianismo" y en algunos otros alejados ya de tradiciones cristianas han optado por un judaísmo puro de tradición sefardí, sin que logren concretar comunidades, han estado emigrando a ciudades más grandes como Tuxtla Gutiérrez y San Cristóbal donde se afilian a grupos que siguen estas religiones.

## Lugares de interés
- Templo católico colonial con ruinas anexas a la actual parroquia que datan del siglo XIX.
- El Cerro de San Lorenzo y su leyendas del Encanto. Así como las cañadas del cañón de la venta que se puede llegar desde el ejido Benito Juárez, de la misma manera en este lugar se puede practicar turismo de aventura, como camping, montañismo, caminata y espeleología.
- Las ruinas de la antigua hacienda de Santa Lucía, cuna de la Marimba.
- Corral de Piedra, que fuera un antiguo fuerte de resistencia Zoque ante la Conquista Española en estas tierras, y que luego fuera usado en épocas de los Mapaches y la revolución mexicana como lugar de campamento.
- Las Posas de Aguas Azules, ubicados en el rancho EL Pozo, propiedad del señor Germán Cruz Castañón.  Masa de agua efluente de acuífero superficial; que maravilla con su agua cristalina y de color azul turquesa.

### Haciendas
1. Hacienda San José (Ubicado cerca de Nva. Palestina)
2. Hacienda de San Jesús
3. Hacienda San Martín
4. Hacienda Nuestra Señora
5. Hacienda Santa Catarina
6. Hacienda Morelia
7. Hacienda El Habanero
8. Hacienda La Trinidad
9. Hacienda San Francisco
10. Hacienda Acapulco
11. Hacienda Santa Rosa
12. Hacienda La Candelaria
13. Hacienda Magdalena
14. Rancho la Juchiteca.
15. Rancho San Juan
16. Hacienda de Santa Lucía.
18. Hacienda Santa Martha.
19 Rancho El Carmen

## Deportes
El municipio cuenta con unidades deportivas, auditorio municipal y en la mayoría de las comunidades cuentan con canchas deportivas.
Jiquipilas destaca principalmente en el baloncesto. El primer equipo de la cabecera municipal fueron las Águilas Descalzas. Recibieron su nombre debido a que el equipo jugaba sin zapatos deportivos. Al ganar el campeonato estatal una famosa zapatería de la capital Tuxtla Gutiérrez, decidió patrocinar al equipo proporcionándoles calzado.
También el equipo Plan de Ayala que fueron los campeones en la temporada 2010-2011 ganándole a Guerrero a la mano de Don Rica.